# 科尔德湾机场
科尔德湾机场，又名冷湾机场，（IATA代码: CDB），位于位于美国阿拉斯加州下方探出的岛链上的冷湾市 。就航班起降数目而言，这只是一个小机场，2016年全年只有9,090班航班起降，不足洛杉矶国际机场2010年全年起降数的1/3000，而且其中只有大约30%是商业航班。。但是介于其独特的位置，以及足够长的跑道足以降落大型商业航班。很多亚洲与美洲的跨洋航班都使用此机场作为双发延程飞行时的备降机场，以满足备降条件。

## 洲际航班于此机场迫降历史
美国航空AA288，一架波音787-8飞机于2016年10月12日，从上海浦东国际机场飞往芝加哥奥黑尔国际机场时，于太平洋上方遇到单引擎故障之后降落于此，机上有100名乘客与16名机组人员，无一人受伤 。